# Ratolí de bosc
El ratolí de bosc, ratolí de rostoll o rat campestre a Catalunya del Nord (Apodemus sylvaticus) és un dels mamífers no antropòfils més ubiqüistes, ja que en no exigir uns requeriments ambientals estrictes i gaudir d'una gran plasticitat adaptativa (a causa del baix grau d'especialització tròfica), es troba en la majoria dels biòtops presents a Catalunya.

## Morfologia

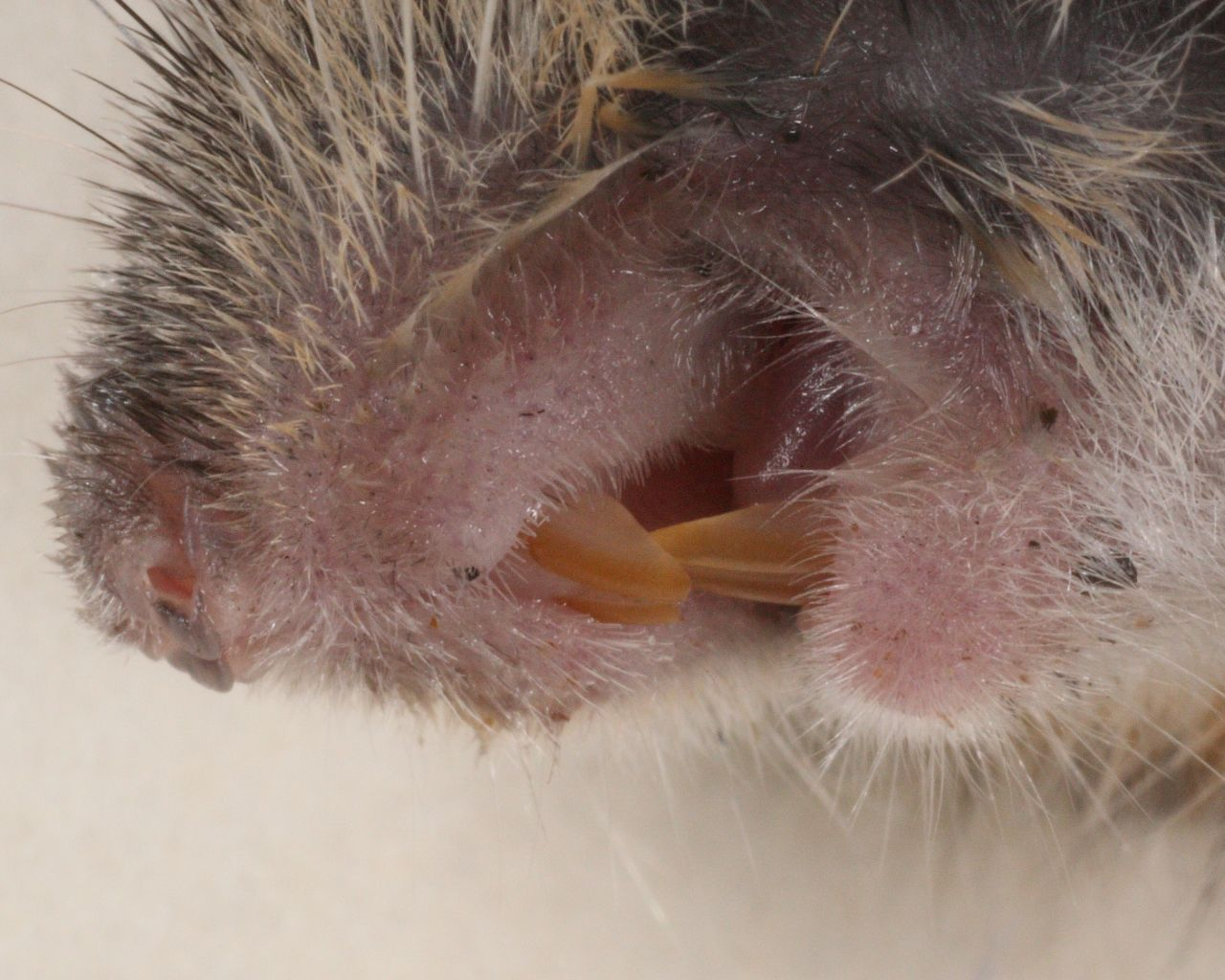
Incisives superiors

Comptant el cap i el cos, fa entre 6,5 i 11 cm de llargària. El pes pot oscil·lar entre 14 i 28 g. La cua és bicolor (fosca per sobre), llarga i amb un nombre d'anells comprès entre 120 i 190. Fa fins a 11 cm i és quasi tan llarga com la longitud del cap i del cos. Té les orelles ovalades i grosses, clarament ressortides del pelatge. Ulls grossos, negres i molt prominents, que li confereixen una estampa molt característica. Coloració força variable. Ventre clar, d'un blanc trencat que acostuma a quedar ben delimitat de la coloració dorsal. Les femelles solen ser sensiblement més voluminoses que els mascles. Presenten una taca groga o crema a la gargamella, a l'altura de la cintura, que no arriba a formar un collar. Per aquest tret es diferencia del ratolí lleonat (Apodemus flavicollis), amb collar. Relativament semblant al ratolí casolà (Mus musculus), se'n diferencia per la longitud i coloració de la cua, la talla, la manca de taca groga i la forma de les incisives superiors. Alguns exemplars de Mus spretus presenten el mateix disseny d'incisives superiors i una coloració també lleonada, bé que són de menor talla. Pel que fa a la resta, és difícil de confondre amb cap altre micromamífer.

## Ecologia
És un dels mamífers de més àmplia valència ecològica, malgrat que la densitat de l'espècimen variï segons el biòtop, depenent del grau de fluctuació de les condicions ambientals i de l'hostilitat pròpia del medi, que vindrà donada pel rigor de determinats paràmetres climàtics. El seu règim és omnívor, bé que consumeix moltes llavors i fruits boscans. Sociable i gregari, és actiu principalment a la nit.
Bon nedador i millor saltador, excava galeries on emmagatzema provisions per a l'hivern.
S'ajuda molt de les potes per menjar. Cal esmentar el rol importantíssim que representa en l'entramat de les xarxes tròfiques. És un micromamífer molt depredat tant per carnívors com per rapinyaires, especialment els estrigiformes o nocturns, que alhora controlen i equilibren les poblacions d'aquests prolífics rosegadors.
Fa el niu esfèric bastit amb herbes seques. De dues, com a màxim tres ventrades anyals, de dues a nou cries cadascuna. El període de gestació és de vint-i-cinc dies.